# Einband-Europameisterschaft 1956

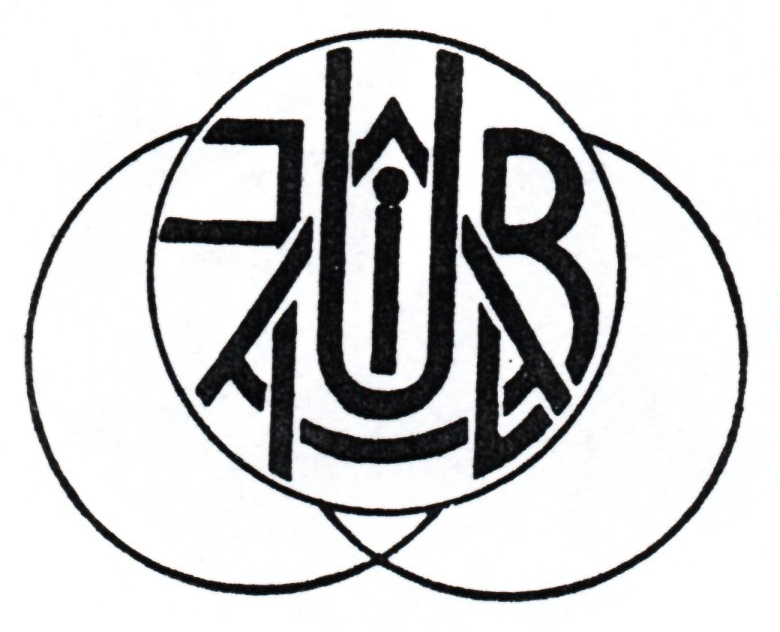
Logo UIFAB (ausrichtender Verband)

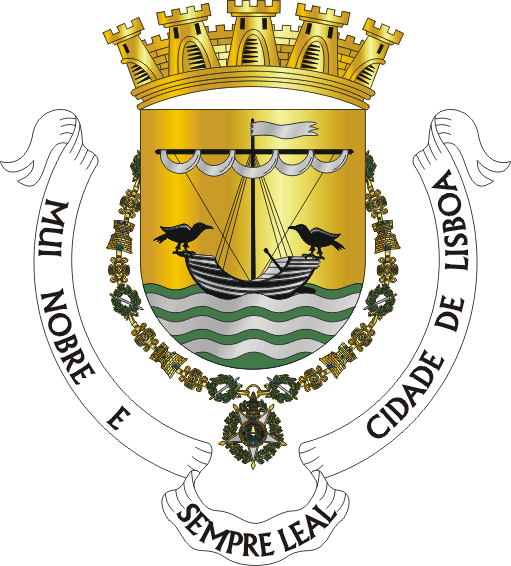
Veranstaltungsort: Lissabon

Die Einband-Europameisterschaft 1956 war das 7. Turnier in dieser Disziplin des Karambolagebillards und fand vom 12. bis zum 15. Juli 1956 in Lissabon statt. Es war die erste Einband-Europameisterschaft in Portugal.

## Geschichte
Nach einem Punktverlust von Emile Wafflard gegen Cees van Oosterhout und einer Niederlage von Walter Lütgehetmann gegen Laurent Boulanger kam es in der letzten Partie zur Entscheidung der Meisterschaft. Lütgehetmann brauchte einen Sieg und Wafflard reichte ein Unentschieden. In einer engen Partie setzte sich am Ende der Belgier mit 150:142 in 35 Aufnahmen durch. Lütgehetmann erzielte wieder einmal den besten GD des Turniers. Den dritten Platz errang der Niederländer Cees van Oosterhout. Der Titelverteidiger August Tiedtke startete gut mit zwei Siegen ins Turnier. Dann musste er eine völlig unerwartete Niederlage gegen den Portugiesen Lourenco Gago einstecken. Danach verlor er seine Sicherheit und gewann nur noch gegen Alfredo Alhinho und wurde am Ende Vierter.

## Turniermodus
Hier wurde im Round Robin System bis 150 Punkte gespielt. Es wurde mit Nachstoß gespielt. Damit waren Unentschieden möglich.
Bei MP-Gleichstand (außer bei Punktgleichstand beim Sieger) wird in folgender Reihenfolge gewertet:
1. MP = Matchpunkte
2. GD = Generaldurchschnitt
3. HS = Höchstserie

## Abschlusstabelle

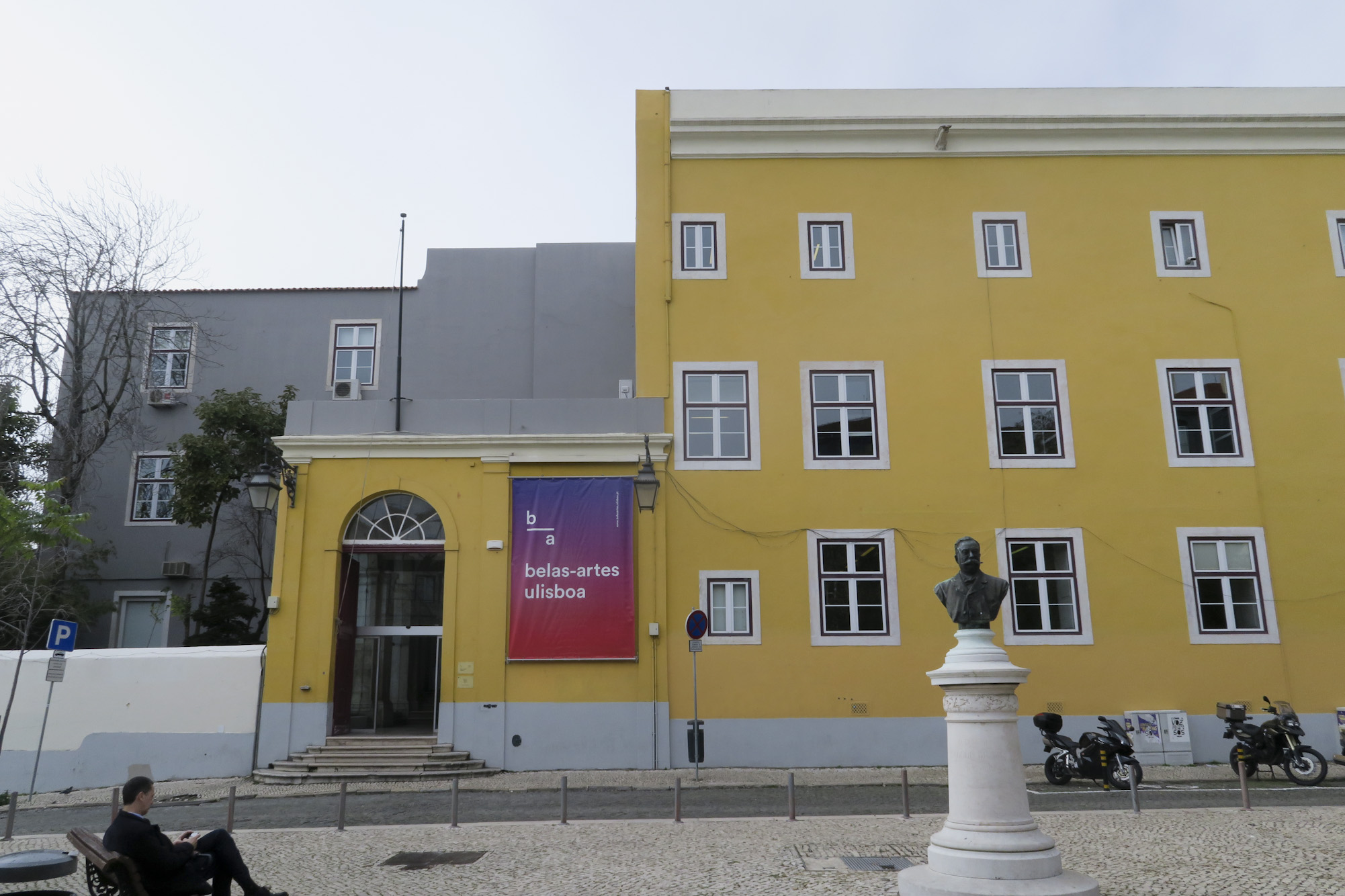
Belas-Artes in Lissabon

| MP    | Match Points (Sieger = 2; Unentschieden = 1; Verlierer = 0) |
| Pkte. | Erzielte Karambolagen                                       |
| Aufn. | Benötigte Versuche                                          |
| GD    | Generaldurchschnitt                                         |
| BED   | Bester Einzeldurchschnitt eines Spielers                    |
| HS    | Höchstserie                                                 |
|       | Bester GD des Turniers                                      |
|       | Bester ED des Turniers                                      |
|       | Beste HS des Turniers                                       |
|       | 1. Platz (Gold)                                             |
|       | 2. Platz (Silber)                                           |
|       | 3. Platz (Bronze)                                           |

| Platz                     | Name                | MP   | Pkte. | Aufn. | GD   | BED  | HS |
| ------------------------- | ------------------- | ---- | ----- | ----- | ---- | ---- | -- |
| 1                         | Emile Wafflard      | 13:1 | 1050  | 232   | 4,52 | 7,50 | 38 |
| 2                         | Walter Lütgehetmann | 10:4 | 1032  | 202   | 5,10 | 7,50 | 35 |
| 3                         | Cees van Oosterhout | 9:5  | 1023  | 217   | 4,71 | 7,89 | 57 |
| 4                         | August Tiedtke      | 6:8  | 832   | 195   | 4,26 | 7,50 | 30 |
| 5                         | Alfredo Alhinho     | 6:8  | 821   | 208   | 3,94 | 6,81 | 29 |
| 6                         | Lourenco Gago       | 6:8  | 941   | 285   | 3,30 | 3,65 | 40 |
| 7                         | Laurent Boulanger   | 4:10 | 881   | 230   | 3,83 | 5,35 | 38 |
| 8                         | Louis Chassereau    | 2:12 | 755   | 227   | 3,32 | 3,84 | 24 |
| Turnierdurchschnitt: 4,08 |                     |      |       |       |      |      |    |